# Hopman Cup 2018
Pour un article plus général, voir Hopman Cup.
La Hopman Cup 2018 est la 30e édition dudit tournoi australien de tennis, d'où son nom anglo-saxon parfois affublé du nombre 30 écrit en trois chiffres X (nombres 10) romains (infobox ci-contre et pages anglophone voire autres équivalentes à la présente).
Huit équipes nationales mixtes (femmes-hommes) participent à cette édition de la compétition, qui se déroule selon les modalités dites du « round robin » : séparées en deux poules de quatre équipes, les premières de chaque poule se disputent le titre en finale. Chaque confrontation entre deux pays comporte trois matchs : un simple-dames, un simple-messieurs et un double-mixte souvent décisif.
Le tournoi se déroule comme à l'accoutumée à Perth en Australie.

## Faits marquants
Pour la première fois depuis l'édition de 2010, la France pourtant tenante du titre n'est pas présente pour ce tournoi.
Lors de la 4e journée, la rencontre entre le Japon et les États-Unis présente des aspects atypiques :
- ainsi Jack Sock blessé à la hanche doit abandonner face à Yuichi Sugita ;
- lors du simple dames la Japonaise[1] Naomi Osaka malade est remplacée au pied levé par l'Australienne Madisson Inglis (771e) qui s'incline contre Coco Vandeweghe ;
- Pat Cash, ancien joueur et entraîneur australien de 52 ans de cette dernière, vient pallier le forfait de Jack Sock pour jouer le double mixte[2]. C'est finalement la paire Inglis - Sugita qui l'emporte mais le forfait de Naomi Osaka conduit à comptabiliser le score de 4-0 en faveur... des États-Unis (!).

La Suisse représentée par Roger Federer et Belinda Bencic s'impose en finale face à l'Allemagne, à l'issue du double mixte. C'est la troisième fois de son histoire que le pays remporte cette compétition, après ses éditions de 1992 et de 2001. Pour Roger Federer déjà titré en 2001, il s'agit du 2e trophée dans ce tournoi.

## Participants
| N° | Équipe    | Joueurs                            | Résultat    |
| -- | --------- | ---------------------------------- | ----------- |
| 1  | Allemagne | Angelique Kerber Alexander Zverev  | Finale      |
| 2  | Canada    | Eugenie Bouchard Vasek Pospisil    | RR (0V, 3D) |
| 3  | Belgique  | Elise Mertens David Goffin         | RR (2V, 1D) |
| 4  | Australie | Daria Gavrilova Thanasi Kokkinakis | RR (1V, 2D) |

| N° | Équipe     | Joueurs                                  | Résultat    |
| -- | ---------- | ---------------------------------------- | ----------- |
| 5  | Suisse     | Belinda Bencic Roger Federer             | Victoire    |
| 6  | États-Unis | Coco Vandeweghe Jack Sock                | RR (2V, 1D) |
| 7  | Russie     | Anastasia Pavlyuchenkova Karen Khachanov | RR (1V, 2D) |
| 8  | Japon      | Naomi Osaka Yuichi Sugita                | RR (0V, 3D) |

## Matchs de poules
L'équipe en tête de chaque poule est qualifiée pour la finale.

### Groupe A

#### Classement
| Rang | Pays      | V - D | Matchs | Sets   | Jeux    |
| ---- | --------- | ----- | ------ | ------ | ------- |
| 1    | Allemagne | 3 - 0 | 7 - 2  | 15 - 5 | 92 - 74 |
| 2    | Belgique  | 2 - 1 | 7 - 2  | 14 - 6 | 97- 68  |
| 3    | Australie | 1 - 2 | 3 - 6  | 9 - 12 | 88 - 94 |
| 4    | Canada    | 0 - 3 | 1 - 8  | 3 - 16 | 56 - 97 |

#### Matchs détaillés
|  | Équipe 1  | Score | Équipe 2 |  |
|  | Australie | 2 – 1 | Canada   |  |

| Ordre des matchs | Joueurs                              | Points au premier set | Points au second set | Points au troisième set |
| ---------------- | ------------------------------------ | --------------------- | -------------------- | ----------------------- |
| 1                | Daria Gavrilova                      | 6                     | 6                    |                         |
| 1                | Eugenie Bouchard                     | 1                     | 4                    |                         |
|                  |                                      |                       |                      |                         |
| 2                | Thanasi Kokkinakis                   | 6                     | 3                    | 6                       |
| 2                | Vasek Pospisil                       | 4                     | 6                    | 3                       |
|                  |                                      |                       |                      |                         |
| 3                | Daria Gavrilova - Thanasi Kokkinakis | 31                    | 34                   |                         |
| 3                | Eugenie Bouchard - Vasek Pospisil    | 4                     | 4                    |                         |

|  | Équipe 1 | Score | Équipe 2  |  |
|  | Belgique | 1 – 2 | Allemagne |  |

| Ordre des matchs | Joueurs                             | Points au premier set | Points au second set | Points au troisième set |
| ---------------- | ----------------------------------- | --------------------- | -------------------- | ----------------------- |
| 1                | Elise Mertens                       | 6                     | 61                   |                         |
| 1                | Angelique Kerber                    | 7                     | 7                    |                         |
|                  |                                     |                       |                      |                         |
| 2                | David Goffin                        | 6                     | 6                    |                         |
| 2                | Alexander Zverev                    | 3                     | 3                    |                         |
|                  |                                     |                       |                      |                         |
| 3                | Elise Mertens - David Goffin        | 2                     | 32                   |                         |
| 3                | Angelique Kerber - Alexander Zverev | 4                     | 4                    |                         |

|  | Équipe 1 | Score | Équipe 2  |  |
|  | Canada   | 0 – 3 | Allemagne |  |

| Ordre des matchs | Joueurs                             | Points au premier set | Points au second set | Points au troisième set |
| ---------------- | ----------------------------------- | --------------------- | -------------------- | ----------------------- |
| 1                | Eugenie Bouchard                    | 1                     | 3                    |                         |
| 1                | Angelique Kerber                    | 6                     | 6                    |                         |
|                  |                                     |                       |                      |                         |
| 2                | Vasek Pospisil                      | 4                     | 2                    |                         |
| 2                | Alexander Zverev                    | 6                     | 6                    |                         |
|                  |                                     |                       |                      |                         |
| 3                | Eugenie Bouchard - Vasek Pospisil   | 32                    | 32                   |                         |
| 3                | Angelique Kerber - Alexander Zverev | 4                     | 4                    |                         |

|  | Équipe 1  | Score | Équipe 2 |  |
|  | Australie | 0 – 3 | Belgique |  |

| Ordre des matchs | Joueurs                              | Points au premier set | Points au second set | Points au troisième set |
| ---------------- | ------------------------------------ | --------------------- | -------------------- | ----------------------- |
| 1                | Daria Gavrilova                      | 6                     | 4                    | 2                       |
| 1                | Elise Mertens                        | 2                     | 6                    | 6                       |
|                  |                                      |                       |                      |                         |
| 2                | Thanasi Kokkinakis                   | 4                     | 2                    |                         |
| 2                | David Goffin                         | 6                     | 6                    |                         |
|                  |                                      |                       |                      |                         |
| 3                | Daria Gavrilova - Thanasi Kokkinakis | 3                     | 4                    | 1                       |
| 3                | Elise Mertens - David Goffin         | 4                     | 2                    | 4                       |

|  | Équipe 1 | Score | Équipe 2 |  |
|  | Belgique | 3 – 0 | Canada   |  |

| Ordre des matchs | Joueurs                             | Points au premier set | Points au second set | Points au troisième set |
| ---------------- | ----------------------------------- | --------------------- | -------------------- | ----------------------- |
| 1                | Elise Mertens                       | 6                     | 6                    |                         |
| 1                | Eugenie Bouchard                    | 4                     | 4                    |                         |
|                  |                                     |                       |                      |                         |
| 2                | David Goffin                        | 6                     | 6                    |                         |
| 2                | Vasek Pospisil                      | 2                     | 4                    |                         |
|                  |                                     |                       |                      |                         |
| 3                | Elise Mertens - David Goffin        | 4                     | 32                   | 34                      |
| 3                | Maddison Inglis () - Vasek Pospisil | 3                     | 4                    | 4                       |

|  | Équipe 1  | Score | Équipe 2  |  |
|  | Australie | 1 – 2 | Allemagne |  |

| Ordre des matchs | Joueurs                              | Points au premier set | Points au second set | Points au troisième set |
| ---------------- | ------------------------------------ | --------------------- | -------------------- | ----------------------- |
| 1                | Daria Gavrilova                      | 1                     | 2                    |                         |
| 1                | Angelique Kerber                     | 6                     | 6                    |                         |
|                  |                                      |                       |                      |                         |
| 2                | Thanasi Kokkinakis                   | 5                     | 7                    | 6                       |
| 2                | Alexander Zverev                     | 7                     | 64                   | 4                       |
|                  |                                      |                       |                      |                         |
| 3                | Daria Gavrilova - Thanasi Kokkinakis | 4                     | 1                    | 3                       |
| 3                | Angelique Kerber - Alexander Zverev  | 1                     | 4                    | 4                       |

### Groupe B

#### Classement
| Rang | Pays       | V - D | Matchs | Sets    | Jeux     |
| ---- | ---------- | ----- | ------ | ------- | -------- |
| 1    | Suisse     | 3 - 0 | 9 - 0  | 18 - 3  | 109 - 76 |
| 2    | États-Unis | 2 - 1 | 4 - 5  | 9 - 11  | 85 - 78  |
| 3    | Russie     | 1 - 2 | 3 - 6  | 10 - 13 | 93 - 94  |
| 4    | Japon      | 0 - 3 | 2 - 7  | 5 - 15  | 59 - 98  |

#### Matchs détaillés
|  | Équipe 1 | Score | Équipe 2   |  |
|  | Russie   | 1 – 2 | États-Unis |  |

| Ordre des matchs | Joueurs                             | Points au premier set | Points au second set | Points au troisième set |
| ---------------- | ----------------------------------- | --------------------- | -------------------- | ----------------------- |
| 1                | Anastasia Pavlyuchenkova            | 3                     | 3                    |                         |
| 1                | Coco Vandeweghe                     | 6                     | 6                    |                         |
|                  |                                     |                       |                      |                         |
| 2                | Karen Khachanov                     | 4                     | 6                    | 3                       |
| 2                | Jack Sock                           | 6                     | 1                    | 6                       |
|                  |                                     |                       |                      |                         |
| 3                | A. Pavlyuchenkova - Karen Khachanov | 3                     | 4                    | 4                       |
| 3                | Coco Vandeweghe - Jack Sock         | 4                     | 1                    | 2                       |

|  | Équipe 1 | Score | Équipe 2 |  |
|  | Japon    | 0 – 3 | Suisse   |  |

| Ordre des matchs | Joueurs                        | Points au premier set | Points au second set | Points au troisième set |
| ---------------- | ------------------------------ | --------------------- | -------------------- | ----------------------- |
| 1                | Yuichi Sugita                  | 4                     | 3                    |                         |
| 1                | Roger Federer                  | 6                     | 6                    |                         |
|                  |                                |                       |                      |                         |
| 2                | Naomi Osaka                    | 5                     | 3                    |                         |
| 2                | Belinda Bencic                 | 7                     | 6                    |                         |
|                  |                                |                       |                      |                         |
| 3                | Naomi Osaka - Yuichi Sugita    | 4                     | 1                    | 31                      |
| 3                | Belinda Bencic - Roger Federer | 2                     | 4                    | 4                       |

|  | Équipe 1 | Score | Équipe 2   |  |
|  | Japon    | 1 – 2 | États-Unis |  |

| Ordre des matchs | Joueurs                            | Points au premier set | Points au second set | Points au troisième set |
| ---------------- | ---------------------------------- | --------------------- | -------------------- | ----------------------- |
| 1                | Maddison Inglis ()                 | 5                     | 2                    | [ b ]                   |
| 1                | Coco Vandeweghe                    | 7                     | 6                    |                         |
|                  |                                    |                       |                      |                         |
| 2                | Yuichi Sugita                      | 7                     | 1                    |                         |
| 2                | Jack Sock                          | 61                    | 1                    | ab.                     |
|                  |                                    |                       |                      |                         |
| 3                | Maddison Inglis () - Yuichi Sugita | 0                     | 4                    | 4                       |
| 3                | Coco Vandeweghe - Pat Cash ()      | 4                     | 32                   | 0                       |

|  | Équipe 1 | Score | Équipe 2 |  |
|  | Russie   | 0 – 3 | Suisse   |  |

| Ordre des matchs | Joueurs                             | Points au premier set | Points au second set | Points au troisième set |
| ---------------- | ----------------------------------- | --------------------- | -------------------- | ----------------------- |
| 1                | Karen Khachanov                     | 3                     | 68                   |                         |
| 1                | Roger Federer                       | 6                     | 7                    |                         |
|                  |                                     |                       |                      |                         |
| 2                | Anastasia Pavlyuchenkova            | 1                     | 6                    | 3                       |
| 2                | Belinda Bencic                      | 6                     | 3                    | 6                       |
|                  |                                     |                       |                      |                         |
| 3                | A. Pavlyuchenkova - Karen Khachanov | 31                    | 4                    | 1                       |
| 3                | Belinda Bencic - Roger Federer      | 4                     | 3                    | 4                       |

|  | Équipe 1 | Score | Équipe 2 |  |
|  | Japon    | 1 – 2 | Russie   |  |

| Ordre des matchs | Joueurs                             | Points au premier set | Points au second set | Points au troisième set |
| ---------------- | ----------------------------------- | --------------------- | -------------------- | ----------------------- |
| 1                | Naomi Osaka                         | 6                     | 3                    | 7                       |
| 1                | Anastasia Pavlyuchenkova            | 4                     | 6                    | 65                      |
|                  |                                     |                       |                      |                         |
| 2                | Yuichi Sugita                       | 4                     | 2                    |                         |
| 2                | Karen Khachanov                     | 6                     | 6                    |                         |
|                  |                                     |                       |                      |                         |
| 3                | Naomi Osaka - Yuichi Sugita         | 1                     | 0                    |                         |
| 3                | A. Pavlyuchenkova - Karen Khachanov | 4                     | 4                    |                         |

|  | Équipe 1 | Score | Équipe 2   |  |
|  | Suisse   | 3 – 0 | États-Unis |  |

| Ordre des matchs | Joueurs                        | Points au premier set | Points au second set | Points au troisième set |
| ---------------- | ------------------------------ | --------------------- | -------------------- | ----------------------- |
| 1                | Roger Federer                  | 7                     | 7                    |                         |
| 1                | Jack Sock                      | 65                    | 5                    |                         |
|                  |                                |                       |                      |                         |
| 2                | Belinda Bencic                 | 7                     | 6                    |                         |
| 2                | Coco Vandeweghe                | 6                     | 4                    |                         |
|                  |                                |                       |                      |                         |
| 3                | Belinda Bencic - Roger Federer | 4                     | 4                    |                         |
| 3                | Coco Vandeweghe - Jack Sock    | 3                     | 2                    |                         |

## Finale
|  | Équipe 1  | Score | Équipe 2 |  |
|  | Allemagne | 1 – 2 | Suisse   |  |